# Зої Василько фон Серецька
Графиня Зої (Зоя) Василько фон Серецька (також Зої Василько фон Серецька, Василько фон Серецька Зої) (*11 липня 1897, Чернівці — 26 листопада 1978, Відень) — австрійська парапсихологиня і астрологиня, (спів)засновниця та багаторічна генеральна секретарка Австрійського товариства психічних досліджень, сьогодні Австрійського товариства парапсихології та передових галузей науки, та президентка Австрійського астрологічного товариства. Вона походила зі шляхетської родини Васильків фон Серецьких.

## Життєпис
Зоя була донькою Стефана Василька фон Серецького та Рози, уродженої баронеси фон Краусс. У 1900 році Стефан з родиною переїхав до Відня, де її батько розпочав кар'єру на державній службі. Вона ніколи не відвідувала державну школу, а отримала приватну освіту, виросла двомовною (говорила німецькою та румунською мовами) і вже з 1908 року вивчала іноземні мови — англійську та французьку мови. У 1910 році вона почала приватне вивчення астрономії, а в 1911 році — математики та геометрії. Обидва курси навчання вона закінчила 1917 року.
Під час війни 1914—1918 років вона також працювала в лікарні ерцгерцогині Марії Йозефи в палаці Ауґартен, за що Зої була нагороджена Почесним знаком Австрійського Червоного Хреста. У 1918 році її батька та його братів було підвищено до статусу «графів», а Зою назвали графинею.
Після розпаду Австро-Угорщини вона залишилася з батьками у Відні.
З 1922 року Зої Василько фон Серецька звернулася до парапсихології та астрології. З 1925 року вона читала численні лекції на ці теми та здійснила багато поїздок за кордон. Вона також написала численні книги та статі.

### Парапсихологія
Графиня стала відомою завдяки дослідженням парапсихологічних феноменів. Її найгучнішим випадком було викриття та дослідження явища полтергейсту з Елеонорою Зугун із Талпи (1925—1927), румунською селянською дівчиною, яка нібито була одержима дияволом. У неї раптово з'являлися й безслідно зникали помітно збільшені подряпини. Крім того, їй приписували психокінетичні здібності. Вона також малювала «Драку», як вона його називала, і який нібито завдавав їй цих страждань. У 1926 році Зої разом із дівчиною поїхала до Лондона на запрошення Гаррі Прайса, де він досліджував її здібності та появу слідів. Існує фільм кінокомпанії Emelka за участю Елеонори, Зої та двох провідних на той час німецьких парапсихологів Трауготта Костянтина Естеррайха та Рудольфа Тішнера, який був знятий у 1927 році в Мюнхені на завершення дослідження.
Після кількох невдалих спроб вона разом із фізиком Гансом Тіррінґом заснувала 2 грудня 1927 року у Відні «Австрійське товариство психічних досліджень». До 1935 року вона вступила до нацистської партії, а в квітні 1938 року в листуванні, де обговорювалося об'єднання її австрійського товариства з його німецьким аналогом, вона написала: «Бідний Вінтерштейн, на жаль, не арієць, навіть у найкращому випадку він не може залишатися президентом товариства». Протягом 38 років вона була генеральною секретаркою цього товариства (яке, щоправда, не функціонувало за часів нацистського режиму, але було відновлене у 1946 році) та написала численні публікації у тодішніх фахових журналах з парапсихології. Товариство існує й донині під назвою Австрійське товариство парапсихології та прикордонних галузей наук.
У романі «Зугун» графиня Василько також включила психоаналітичні аспекти. Пізніше вона опублікувала книгу «Батьки», що ґрунтується на психоаналітичних принципах. У 1973 році її було обрано почесною членкинею Товариства психічних досліджень у Великій Британії.
У 1955 році в журналі «Американська астрологія» з'явився англійський переклад її роботи, в якому обґрунтовувалася гіпотеза про космічних тварин: повідомлення про літаючі тарілки або НЛО можуть бути спричинені не технологічними космічними кораблями інопланетян і не масовою істерією, а радше тваринними формами життя, що є корінними для атмосфери Землі або міжпланетного простору. Це, у свою чергу, надихнуло Івана Т. Сандерсона, який став активним прихильником цієї гіпотези. У 1986 році, через роки після її смерті, її теорія «космічної риби» була представлена у працях Вінсента Геддіса.

### Астрологія
Пізніше вона звернулася до астрології. До Другої світової війни Зої вже була віце-президенткою Австрійського астрологічного товариства (ÖAG). Обидва товариства були заборонені під час нацистської доби, але після війни вона знову заснувала ÖAG разом з Вільгельмом Кнаппіхом і у 1949 році стала його президенткою. Вона обіймала цю посаду до 1974 року, коли пішла у відставку через хворобу.
Вона була відданою прихильницею традиційної астрології, яка стверджує, що точні астрологічні прогнози можливі, і відкидала як космобіологію, так і психологічну астрологію.
У 1955 році вона подала звіт про смерть кронпринца Рудольфа в Майєрлінгу.

### Особисте життя
Зої Василько була великою любителькою тварин. Протягом усього свого життя вона тримала котів, а також деякий час була активісткою у Віденській асоціації захисту тварин.
Вона похована у родинній могилі у Відні на кладовищі Ґрінцінг.
У 1990-х роках її учень Шандор Белчак, президент товариства з 1977 року до своєї смерті в 1999 році, передав численні документи зі спадщини Міхаелю графу Васильку фон Серецькому, племіннику та синові її двоюрідного брата Георга, який продовжив астрологію в її дусі.

## Публікації
- Der Spuk von Talpa, Beyer Verlag, Leipzig-Zürich-Wien 1926, 62 S.
- Die trigonometrische Berechnung der Häuserspitzen nach Regiomontanus, Campanus und Placidus, Zenit, 1. Jhg. 1930
- Eltern, wie sie sein sollen, Beyer Verlag, München, 1933
- Winke zur Horoskop-Deutung anhand von 21 Beispielen (mit loser Beilage: 21 Beispiel-horoskope aufgezeichnet nach Placidus), Astrologischer Verlag Wilhelm Becker, Berlin-Steglitz, 1936;
- Wesen und Grundlage der astrologischen Prognose. Reihe «Astrologische Studienhefte» der Kosmobiosophischen Gesellschaft e. V. Hamburg (Hrsg.) 1953
- Warum verändert sich die Welt? Baumgartner Verlag, Warpke/Billerbeck, 1957
- Das Pendel in der Astrologie, Baumgartner Verlag, Warpke/Billerbeck (Hannover), 1956.
- Astrologische Betrachtungen über die Krebskrankheit, Baumgartner Verlag Warpke — Billerbeck (Hannover), 1956
- Tradition und Fortschritt der Klassischen Astrologie, Österreichische Astrologische Gesellschaft, Wien, 1956
- Astrologische Weisheiten — Ein Buch der klassischen Astrologie für den denkenden Menschen von heute, Baumgartner Verlag, Warpke — Billerbeck (Hannover), ohne Jahresangabe

## Галерея

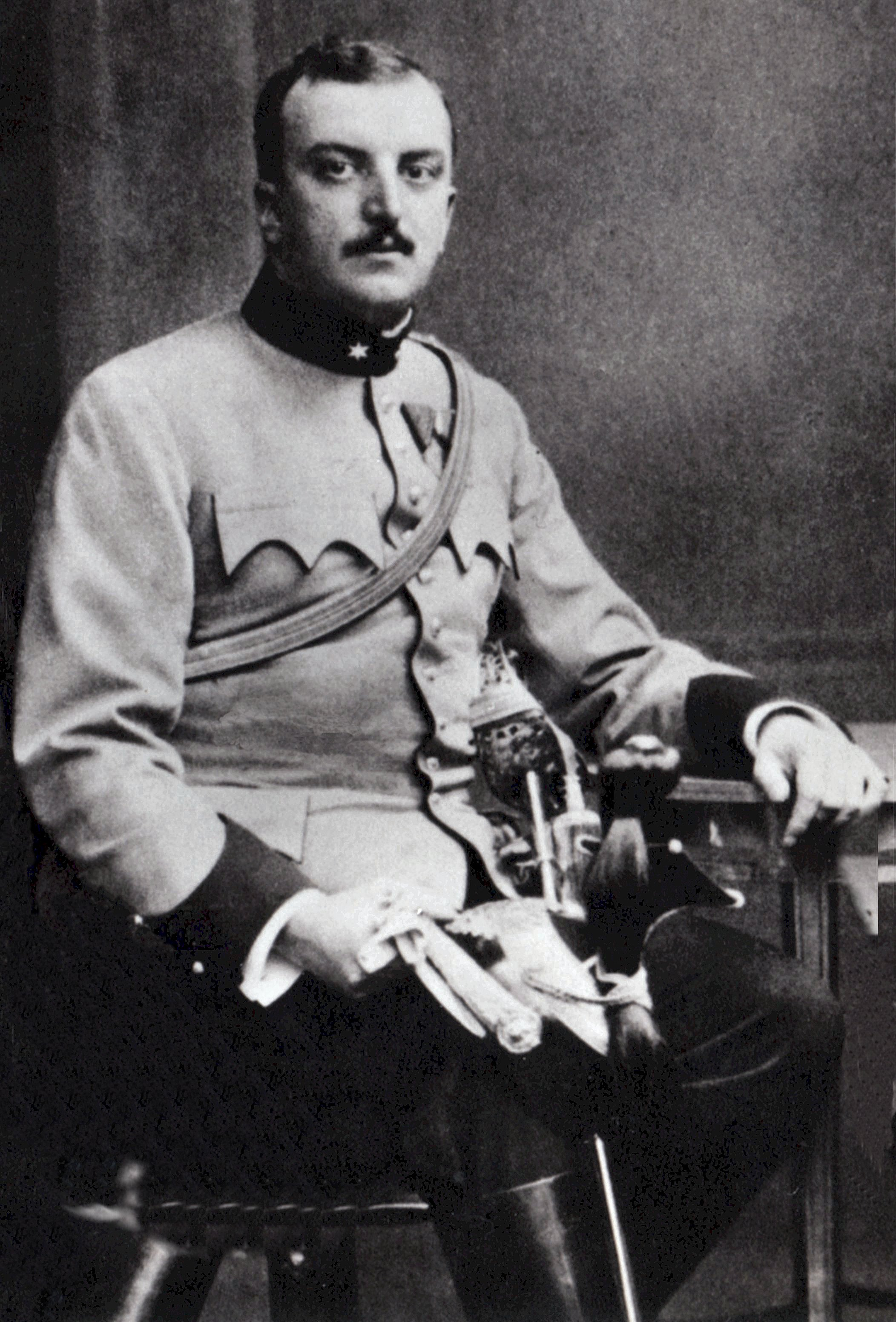
Батько Зої, Стефан граф Василько
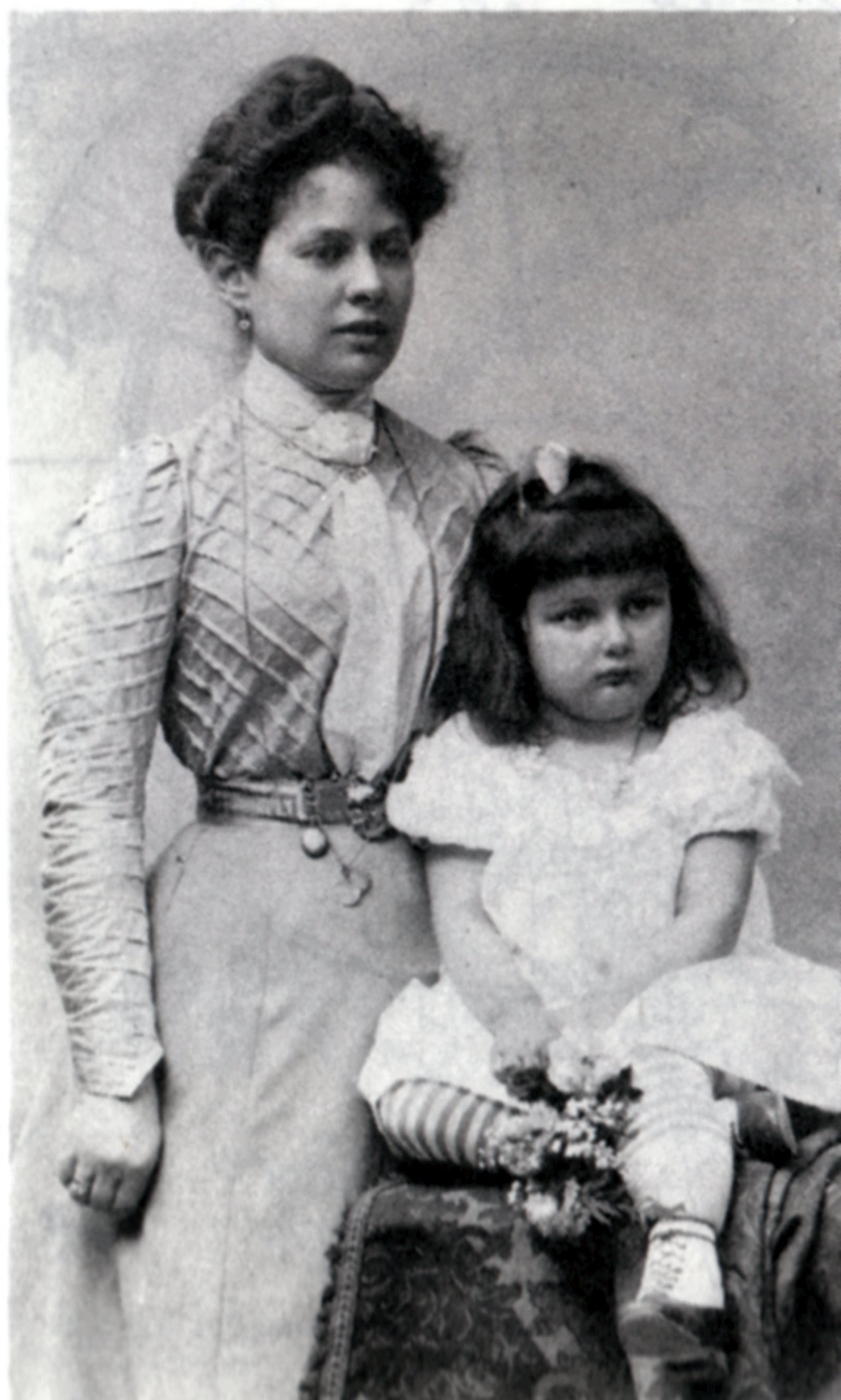
Зої з матір'ю Розою приблизно в 1900 році
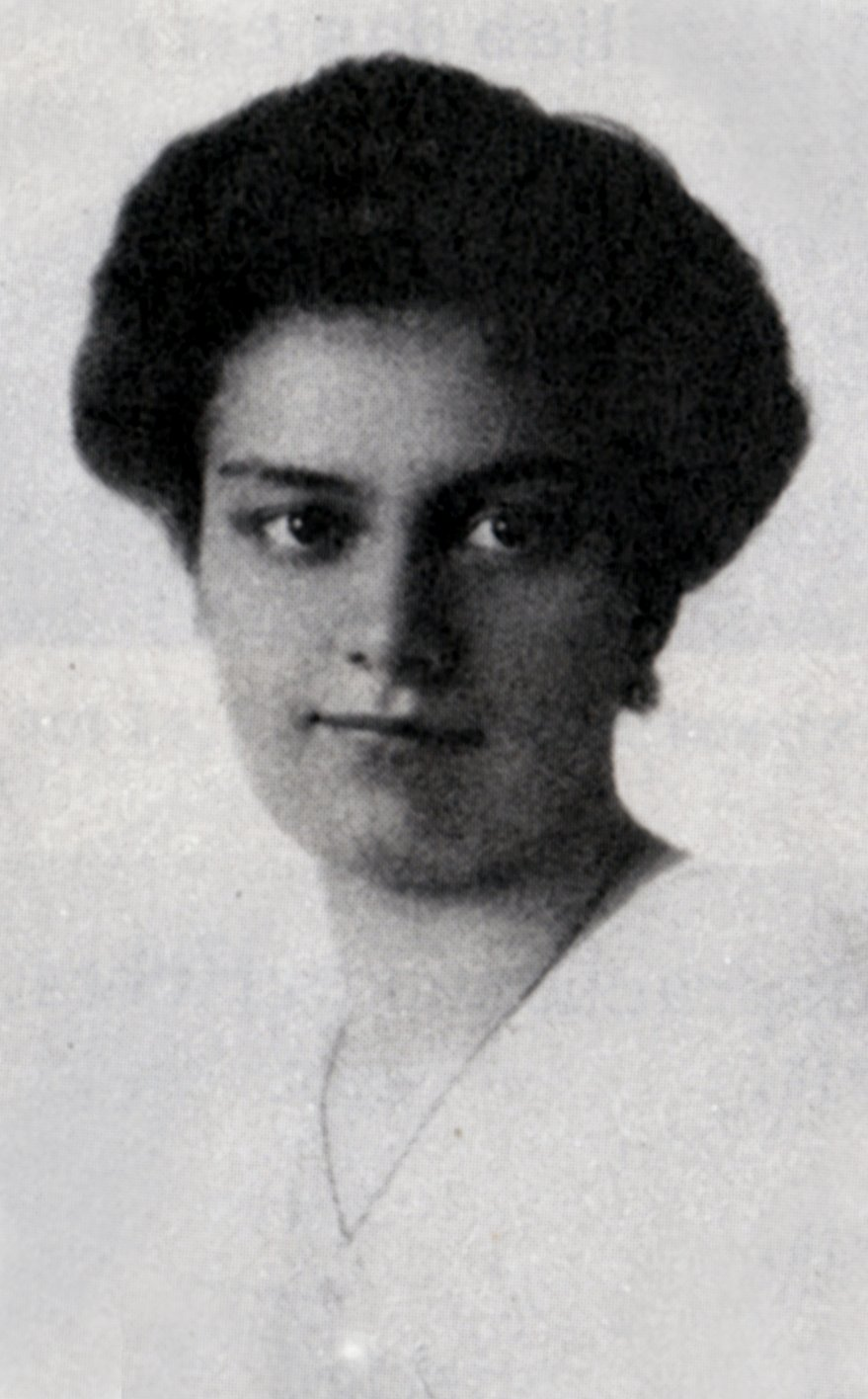
Зоя Василько фон Серецька 1916
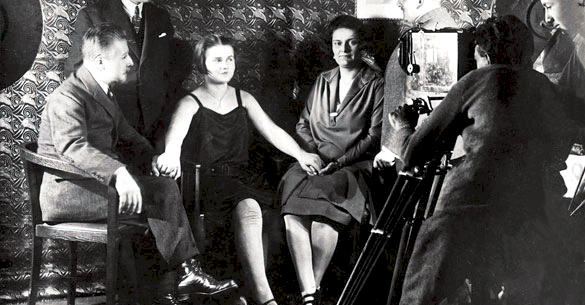
Графиня Зої Василько з Елеонорою Цугун під час зйомок парапсихологічних явищ у Мюнхені 1927 року
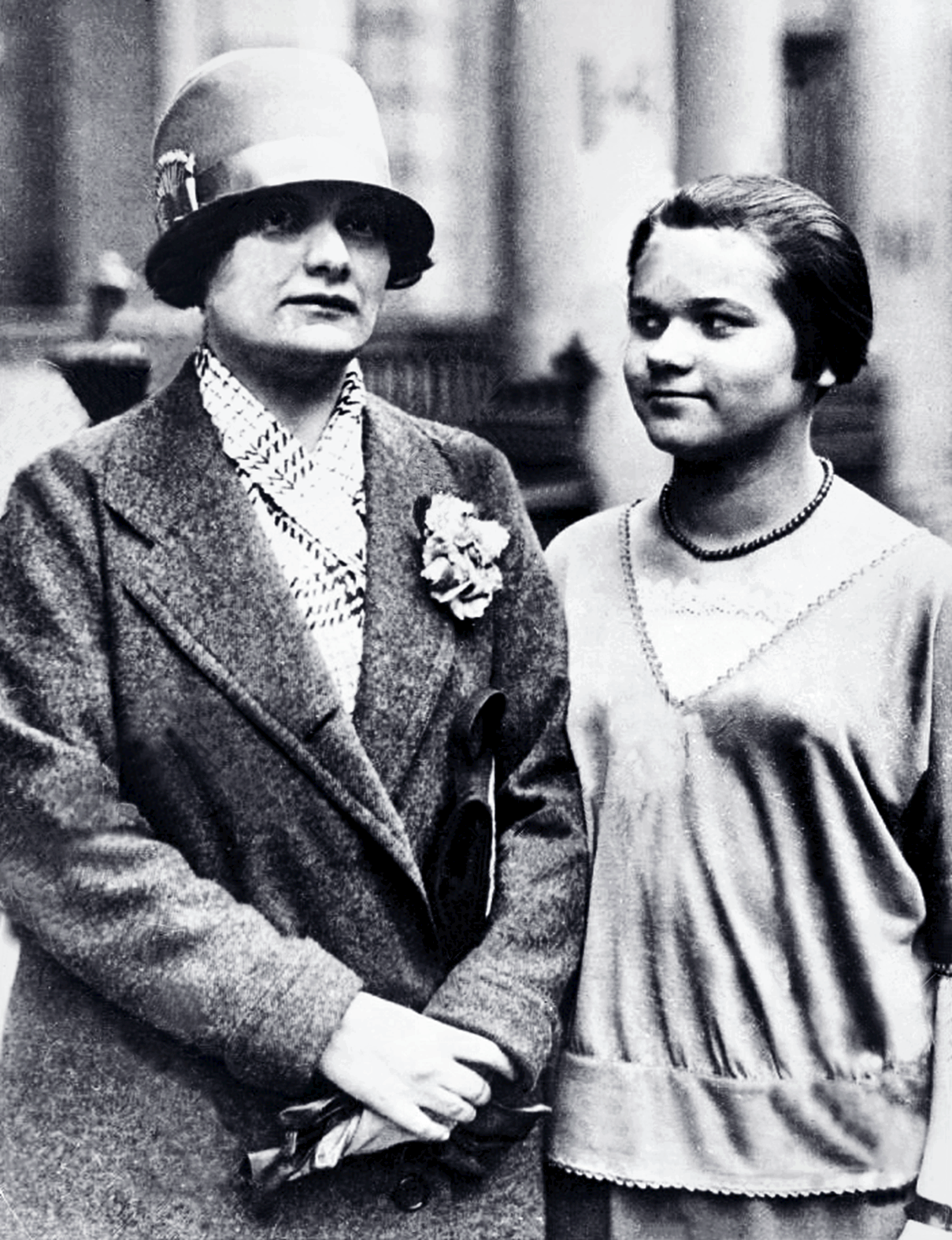
Зої графиня Василько з Елеонорою Цугун приблизно 1927 року у Відні
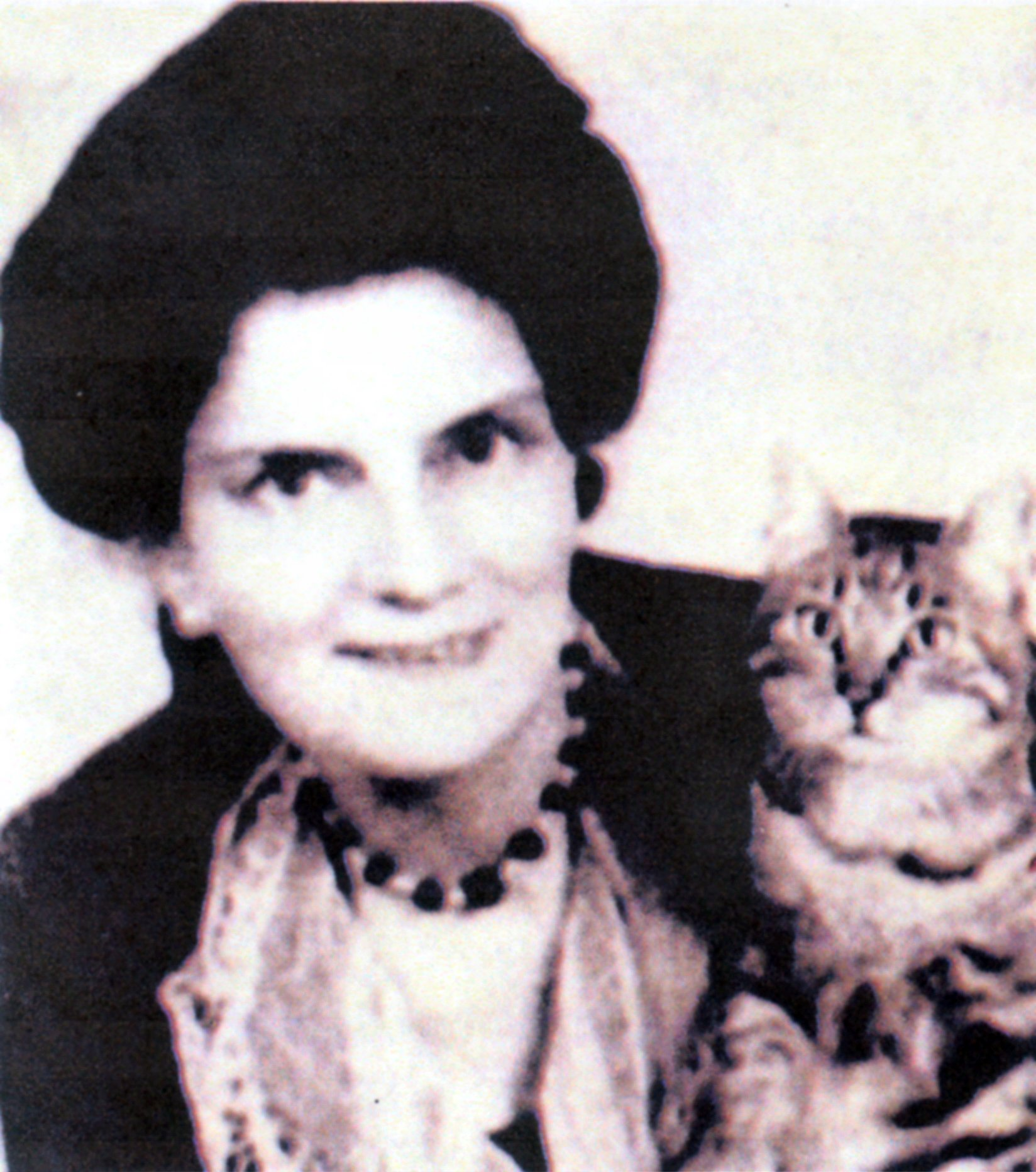
Зої графиня Василько після 1940 року
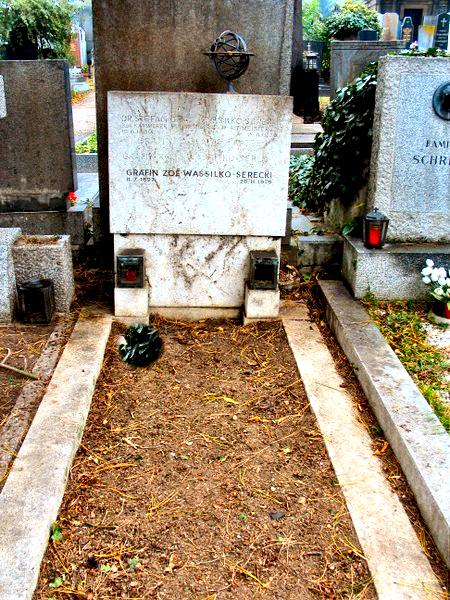
Могила Стефана, Рози та Зої Василько-Серецьких у Ґрінцінгу, група 11, ряд 2 № 11